# Вандајвер (Алабама)
Вандајвер (енгл. Vandiver) насељено је место без административног статуса у америчкој савезној држави Алабама.

## Демографија
По попису из 2010. године број становника је 1.135.
| Група             | 2000.    | 2010.         |
| Белци             | 0 (0,0%) | 1.101 (97,0%) |
| Афроамериканци    | 0 (0,0%) | 8 (0,7%)      |
| Азијати           | 0 (0,0%) | 1 (0,1%)      |
| Хиспаноамериканци | 0 (0,0%) | 16 (1,4%)     |
| Укупно            | 0        | 1.135         |